# Prise de Cadix
Pour les articles homonymes, voir Bataille de Cadix.
Guerre anglo-espagnole (1585-1604)
Batailles
- San Juan de Ulúa
- Saint-Domingue
- Carthagène des Indes (en)
- Saint-Augustine
- Puerto Caballos (1er) (en)
- San Mateo (en)
- Guadeloupe (en)
- San Juan (1re) (en)
- Pinos (en)
- San Juan (2e) (en)
- Portobello (en)
- Puerto Caballos (2e) (en)

Açores et îles Canaries :
- Bataille des Açores
- Île Terceira
- Flores
- Las Palmas (en)
- Ferrol - Açores (en)

Eaux européennes :
- Cadix (1er)
- Calais - Gravelines
- La Corogne - Lisbonne
- Détroit de Gibraltar (1er) (en)
- Détroit de Gibraltar (2e) (en)
- Berlengas (en)
- Golfe d'Almería (en)
- Golfe de Gascogne (en)
- Cornouailles
- Cadix (2e)
- Sesimbra (en)
- Dover Strait (en)
- Golfe de Cadix (en)

Allemagne et Pays-Bas :
- Mons
- Goes
- Haarlem
- Schoonhoven (en)
- Gembloux
- Rijmenam
- Noordhorn
- Eindhoven (en)
- Arnhem (en)
- Zutphen
- L'Écluse (en)
- Berg-op-Zoom
- Rheinberg (en)
- Breda
- Deventer
- Groenlo (1er)
- Lippe (en)
- Turnhout
- Bredevoort (en)
- Groenlo (2e)
- Nieuport
- Ostende

France :
- Arques
- Paris
- Rouen
- Craon
- Blaye
- Fort Crozon
- Le Catelet
- Doullens
- Calais (2e) (en)
- Amiens

Irlande :
- Carrigafoyle
- Smerwick (en)
- Côte ouest irlandaise
- Kinsale
- Castlehaven (en)

La prise de Cadix en juillet 1596 est un épisode de la guerre anglo-espagnole de 1585-1604. 
Le port de Cadix est attaqué en juin par une flotte britannique (de l'amiral Charles Howard de Nottingham), soutenue par une escadre venue des Provinces-Unies. La négligence et l'impréparation des Espagnols, et leur résistance peu énergique, se soldent par une victoire des Anglais, qui détruisent la flotte espagnole de la baie de Cadix et pillent la ville avant de se retirer avec plusieurs otages choisis parmi les notables locaux.

## Contexte
Cette opération fait suite à la conclusion du traité de Greenwich du 24 mai 1596 entre l'Angleterre, la France, et les Provinces-Unies issues de l'insurrection néerlandaise contre Philippe II d'Espagne, insurrection commencée en 1568 et Provinces reconnues par la couronne d'Espagne seulement en 1648.

## L'expédition

### Le départ de l'escadre anglo-néerlandaise

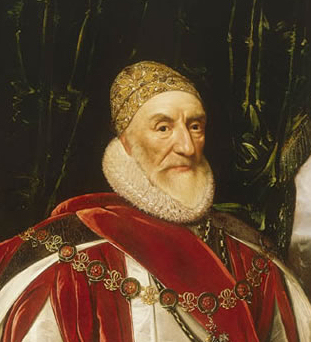
Charles Howard (1er comte de Nottingham).

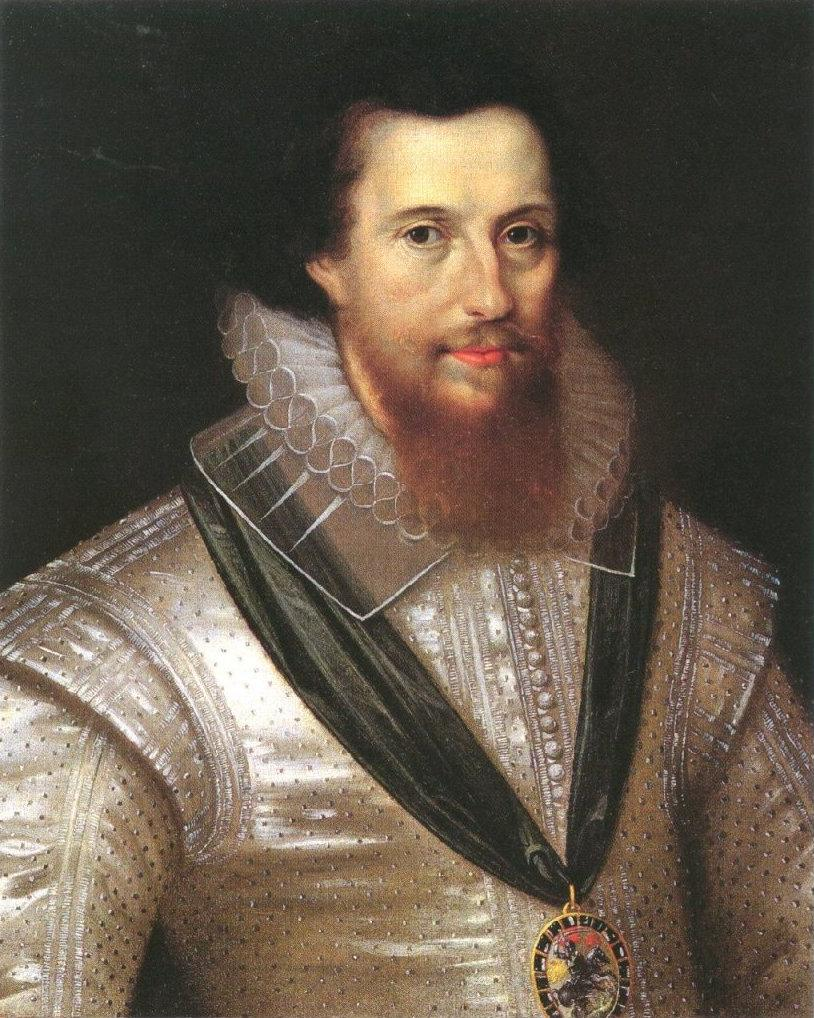
Robert Devereux (2e comte d'Essex).

L'opération est supervisée par Anthony Ashley (en), Secrétaire d'État à la guerre de la reine Elisabeth (Ire). 
Le 13 juin 1596, la flotte anglaise lève l'ancre à Plymouth : elle compte 150 bâtiments, dont dix-sept de la Royal Navy, répartis en quatre escadres de 6 360 mercenaires, 1 000 volontaires anglais, et 6 772 marins. 
Outre l'amiral Charles Howard, ces escadres sont dirigées par Robert Devereux (2e comte d'Essex), Lord Thomas Howard, Sir Walter Raleigh et Sir Francis Vere. 
Sont présents à bord les Portugais Christobal et Manuel de Portugal, fils d'Antoine de Portugal, et peut-être également Antonio Pérez, mais ils n'ont aucun commandement. 
Ce corps expéditionnaire est rejoint par vingt navires de la marine des Provinces Unies, avec 2 000 hommes sous les ordres de l'amiral Johan II van Duvenvoorde, seigneur de Warmond,.

### L'arrivée à Cadix (29 juin)
La ville de Cadix, alors peuplée d'environ 6 000 habitants, est l'un des principaux ports et arsenaux des navires de la flotte de Nouvelle-Espagne. 
Le samedi 29 juin, les habitants de Cadix apprennent de la ville de Lagos, au sud du Portugal, qu'une flotte anglaise longe la côte vers l'est. Quelque quarante vaisseaux espagnols, galéasses ou galions, croisent dans la baie de Cadix ; seize autres cargos du convoi espagnol, désarmés et prêts à partir pour les Antilles[pas clair], font immédiatement voile vers Puerto Real pour s'y refugier.

## L'attaque de Cadix

### Engagement naval préalable
Juan Portocarrero et Alonso de Bazán (en) jetèrent l'ancre à l'avant des galéasses espagnoles, avec l'intention de barrer la route à la flotte anglo-néerlandaise. 
Le dimanche 30 juin à 2 heures du matin, la flotte anglo-néerlandaise est en vue de Cadix, mais elle ne peut progresser à cause du mauvais temps. 
À 5 heures du matin, les deux flottes lancent un intense tir de barrage. Au bout de deux heures, la flotte espagnole, pourtant supérieure en nombre, doit battre en retraite : deux galions, le San Andrés et le San Mateo viennent d'être capturés, tandis que le San Felipe et le Santo Tomás se sabordent pour ne pas tomber aux mains de l'ennemi. Les navires espagnols regagnent la baie à 8 heures du matin.
À midi, les renforts envoyés de Vejer de la Frontera, Jerez, Arcos, Medina-Sidonia, Puerto Real et Chiclana par le duc de Medina-Sidonia, Alonso Pérez de Guzmán, arrivent à Cadix. Pour la plupart, ce sont des soldats novices et mal équipés. Ces contingents de renforts sont rejoints par 5 000 hommes déployés entre Santa Catalina et San Felipe.

### Débarquement et prise de la ville
À 14 heures, moins de 200 soldats anglais débarquent à El Puntal ; ils firent feu sur les troupes espagnoles, dépourvues d'officier[réf. nécessaire], commises à la défense de la place. À 17 heures, le contingent anglais s'en est emparé, tandis que le reste du corps expéditionnaire marche vers le pont Zuazo (es) à San Fernando. Au cours des escarmouches qui ont lieu sous les remparts de la cité, chaque camp perd 25 hommes. Le fort San Felipe se rendit le lendemain[pas clair].
Cette faible résistance s'explique par la mauvais état de l'artillerie, le manque de munitions, l’impréparation de l'armée espagnole et la mauvaise organisation de son commandement. La tactique défensive est entièrement improvisée par le capitaine Pedro de Guía et le corrégidor Antonio Girón à Cadix, par le duc de Medina-Sidonia à Jerez ; car comme on a pu l'écrire par la suite : « ...le désordre, selon le désir de Notre Seigneur, avait causé la perte de notre cité, car tous commandaient et nul n'obéissait, et c'est ainsi qu'ils furent perdus : pour n'avoir ni bras ni tête. »

### Destruction de la ville et sabordage de la flotte
Maîtres de la place, les Anglais et les Néerlandais entreprennent le pillage de la cité, épargnant toutefois la vie des citadins qui ne s'opposent pas à eux : selon Lope de Valenzuela, ils traitèrent les gens convenablement et respectèrent particulièrement les femmes.
Avant que les Anglais puissent s'emparer de la flotte réfugiée à Puerto Real, Alonso Pérez de Guzmán el Bueno y Zúñiga, duc de Medina-Sidonia, donne l'ordre de sabordage. 32 navires, y compris les galéasses de l'armada et les galions de Nouvelle-Espagne, sont incendiés.

### Prise d'otages
Le lendemain (3 juillet), les autorités civiles et ecclésiastiques de Cadix libèrent 51 détenus anglais et payent à l'armée ennemie une rançon de 120 000 ducats pour permettre aux bourgeois de quitter Cadix. Ces gaditanos gagnent d'abord le pont Zuazo avec ce qu'ils pouvaient porter sur eux. Pour s'assurer du paiement de la rançon, quelques notables, parmi lesquels le président de la Casa de Contratación, le maire et ses échevins, enfin les prélats, sont remis comme otages.

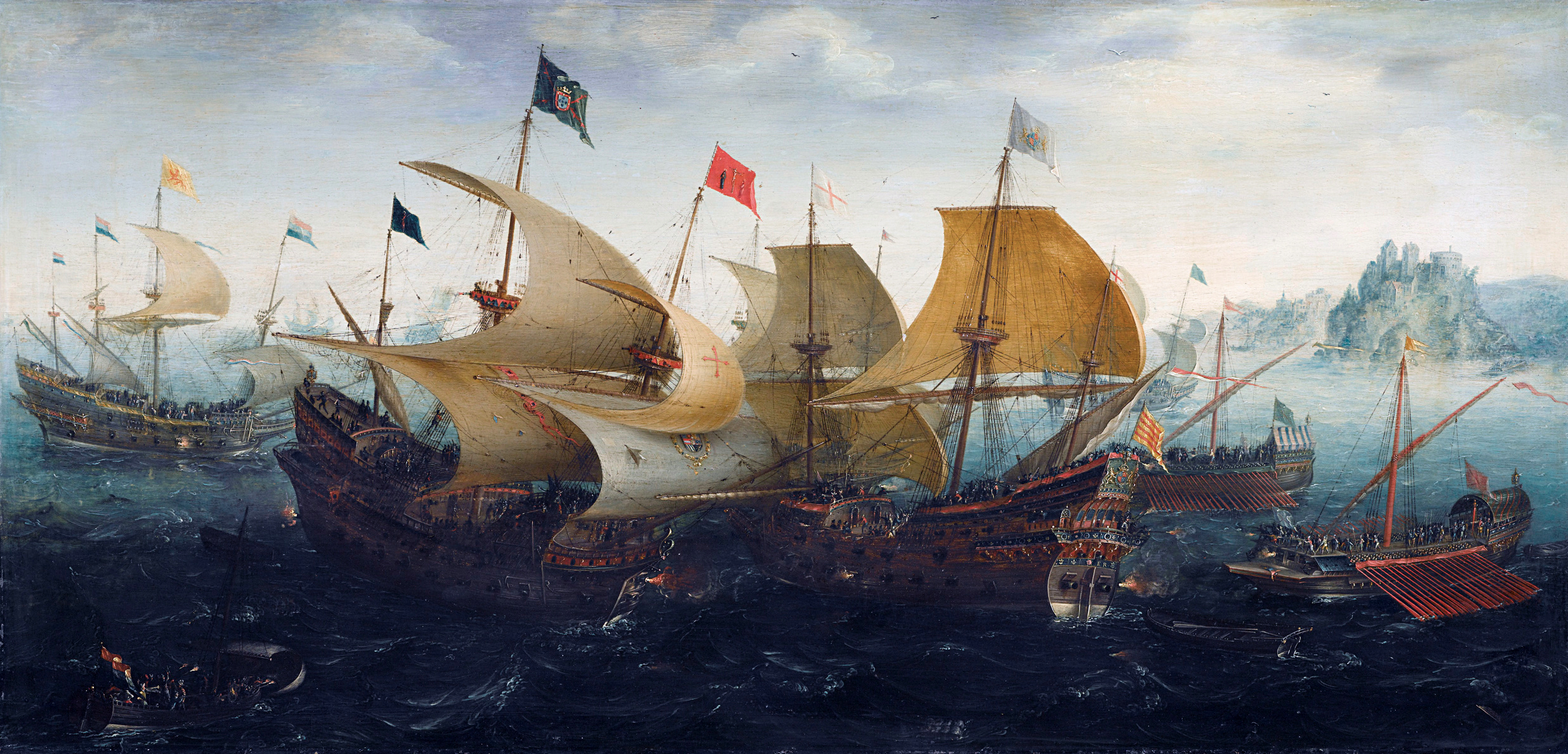
La bataille du golfe de Cadix par Aert Anthonisz.

## Le retour de l'expédition (fin juillet)
Le comte d'Essex, Francis Vere et les commandants néerlandais ont alors l'intention d'occuper Cadix pour en faire  une place forte anglaise, qui permettrait l’approvisionnement pour de futures opérations. Mais cela semble avoir été contraire aux vœux de l'amiral Howard et des autres responsables anglais, qui y voient une entreprise dangereuse, contrevenant d'ailleurs aux ordres de la reine. Finalement, le 14 juillet, les Anglais incendient la ville et levent l'ancre le lendemain, emmenant avec eux les otages faute de paiement de la rançon.
Sur la route de retour, la flotte anglaise débarque à Faro et incendie la ville. 
À hauteur de Lisbonne, les Anglais apprennent l'arrivée imminente depuis les Açores d'un convoi chargé de richesses. Le comte d'Essex propose de l'attaquer, mais l'amiral Howard s'y oppose, disant que cela outrepasse les ordres. Sur quoi la flotte reprit la route de Plymouth, qu'elle atteignit quelques jours plus tard.

## Suites (1596-1604)
La prise de Cadix est, avec l'attaque de Drake en 1587 et la défaite de l'Invincible Armada en 1588, une des pires défaites espagnoles de cette guerre. 
Les pertes économiques dues à l'expédition du comte d'Essex et la perte de la flotte de Nouvelle Espagne, estimées à 5 millions de ducats, provoquent une banqueroute de la Couronne. 
Néanmoins, une nouvelle flotte est rapidement organisée capable, en octobre 1596, puis en septembre 1597, d'aller piller les côtes anglaises sous le commandement de Martín de Padilla (en). 
La ville de Cadix est sinistrée ; outre la destruction de ses églises et de ses hôpitaux, 290 des 1 303 maisons ont disparu dans les flammes. Philippe II rééchelonne sur dix ans les impôts des dus par les habitants. 
Après le départ des occupants, les autorités envisagent de fortifier la ville ou de la démanteler pour l'implanter sur le site plus favorable de Puerto de Santa María. Les ingénieurs militaires Luis Bravo de Laguna, Tiburzio Spannocchi, Peleazzo Fratín et Cristóbal de Rojas (en) présentèrent chacun leur projet. Finalement, on adopta le projet de Cristóbal de Rojas, qui fut chargé de la construction des fortifications en 1598. Les raids ultérieurs entrepris sur Cadix seront tous des échecs.
Les otages ne seront libérés qu'en juillet 1603, après la mort de la reine Elizabeth et l'accession au trône de Jacques Ier d'Angleterre. 
L’année suivante, l’Espagne et l’Angleterre mettent un terme aux hostilités par le traité de Londres (1604).

## Postérité
- L’expédition de Cadix de 1596 avait été consignée par l'historien Richard Hakluyt dans son ouvrage The Principal Navigations, Voyages, Traffiques and Discoveries of the English Nation ; elle aurait été supprimée des premières éditions sur ordre d’Élisabeth Ire, peut-être par suite de la disgrâce du duc d’Essex[12].

- Le raid sur Cadix, au cours duquel l'armée anglaise s'empara d'une importante cargaison de sherry (vino de Jerez), aurait contribué à propager la consommation de cet alcool en Angleterre.

- Miguel de Cervantes a consacré un sonnet satirique à l'arrivée de l'armée du duc de Sidonia-Medina et du capitaine Becerra juste après que le contingent anglais eut repris la mer[13].

- C'est au cours de cette bataille que, selon des témoins oculaires, le comte d’Essex monta à l'assaut des remparts en s'agrippant d'une seule main.